# Bad Day (R.E.M.)
Bad Day is een nummer van de Amerikaanse rockband R.E.M. uit 2003. Het verscheen als een van de twee nieuwe nummers op hun verzamelalbum In Time: The Best of R.E.M. 1988–2003, naast Animal.
R.E.M.-zanger Michael Stipe schreef het nummer in 1985 al voor het album Lifes Rich Pageant. Ook zong hij toen al een paar woorden uit het nummer tijdens een concert. De band had in die tijd de titel PSA (Public Service Announcement) in gedachten voor het nummer. In 2003 nam R.E.M. het nummer opnieuw op, en bracht het uit als single onder de titel "Bad Day (R.E.M.)|Bad Day". Het nummer flopte in Amerika, maar werd in een paar Europese landen wel een hit, bijvoorbeeld in het Verenigd Koninkrijk, Italië en Spanje. In het Nederlandse taalgebied werd het nummer een mager succesje; met in Nederland een 8e positie in de Tipparade, en in Vlaanderen de 4e positie in de Tipparade.